# Harold å Maude
Harold å Maude (originaltitel: Harold and Maude) är en amerikansk dramakomedifilm från 1971 i regi av Hal Ashby.

## Handling
Harold (Bud Cort) är en depressiv ung man som kör omkring i en begagnad likbil, ständigt iscensätter fejkade självmord och som går på begravningar för folk han inte ens känner. Hans mor försöker förgäves få honom på rätt köl genom att bland annat para ihop honom med unga kvinnor och ge honom den lyx han kan önska sig. Harold träffar den livliga 79-åringen Maude (Ruth Gordon), som han får en väldigt nära relation till.

## Medverkande
| Ruth Gordon                               | – Dame Marjorie "Maude" Chardin |
| Bud Cort                                  | – Harold Parker Chasen          |
| Vivian Pickles                            | – Mrs. Chasen                   |
| Cyril Cusack                              | – Glaucus                       |
| Ellen Geer                                | – Sunshine Doré                 |
| Eric Christmas                            | – Priest                        |
| G. Wood                                   | – Psychiatrist                  |
| Judy Engles                               | – Candy Gulf                    |
| Tom Skerritt (krediterad som "M. Borman") | – Motorcykelpolis               |

## Om filmen
Manus var inte skrivet av en av Hollywoods manusförfattare utan av en poolskötare som gjort detta på sin fritid. Hal Ashby erbjöds manuset av Columbia och accepterade omgående eftersom han fann det så ovanligt. Han använde sig medvetet av förhållandevis okända skådespelare till huvudrollerna och filmen spelades in i februari - mars 1971. Ashby klippte själv filmen som hade premiär i december 1971, men floppade. Den har dock senare kommit att få status som kultfilm.